# Twick.it
Twick.it (Wortneuschöpfung, gebildet aus „Twitter“ und „Wikipedia“; it deutet einen englischen Imperativ an) war ein Glossar, dessen Erklärungen maximal 140 Zeichen umfassten. Die nutzergenerierten Inhalte wurden per Zustimmung und Ablehnung in eine Rangordnung gebracht. Twick.it wurde von seiner Community als „Erklärmaschine“ bezeichnet. Die Beschränkung der Einträge („Twicks“) auf 140 Zeichen wurde von Twitter übernommen und die gemeinsame Erstellung von Erklärungen an Wikipedia angelehnt; allerdings erfolgte die Erstellung der Inhalte in Twick.it aufgrund der Einzelautoren nicht kollaborativ und die Einträge ergeben aufgrund ihrer Kürze keine Enzyklopädie, sondern ein Glossar. Die Inhalte standen unter der Creative-Commons-Lizenz „CC-BY“.

## Geschichte
Das Projekt von Markus Möller und Sean Andrew Kollak startete im November 2009 mit einer öffentlichen Beta-Phase und wurde auf der CeBIT 2010 der Öffentlichkeit vorgestellt. Seit Ende 2009 wurde in Printmedien und in Radiosendungen über das Projekt berichtet. 2010 gewann es in der Kategorie "Gesellschaft" den zweiten Preis beim Deutschen Social-Media-Preis.
Der Dienst wurde am 1. August 2012 eingestellt, da dieser nicht auf das erhoffte Interesse gestoßen sei. Zu diesem Zeitpunkt hatten über 2000 Nutzer mehr als 20.000 Einträge in zwei Sprachen verfasst. Im August 2014 wurde die Software und die Datenbank von den Gründern zur freien Verwendung unter einer Open-Source-Lizenz veröffentlicht, die Nutzerdaten wurden anonymisiert.

## Technologie
Die Plattform wurde in PHP programmiert. Als Datenbank diente MySQL. Im Frontend wurden die JavaScript-Frameworks Prototype und Script.aculo.us verwendet.
Durch eine offene REST-API konnten externe Anwendungen auf die vorhandenen Einträge zugreifen.

## Einzelheiten
Twick.it unterschied sich neben der vorgegebenen Kürze vor allem dadurch von anderen Online-Lexika, dass zu jedem Thema beliebig viele Artikel eingestellt werden durften. Ein System des Rankings, an dem sämtliche registrierten Benutzer gleichberechtigt teilnehmen konnten, bestimmte, dass die jeweils bestbewertete Erklärung bei Suchanfragen an prominentester Stelle erschien; Artikel, die die Community als nicht korrekt oder unvollständig beurteilte, rangieren bei Suchergebnissen auf irrelevanten hinteren Rängen.
Die Themen wurden automatisch mit Schlagworten versehen. Durch diese Verschlagwortung war es möglich, andere verwandte Themen zu finden.
Im Juni 2011 startete die offizielle zweite Projektphase, bei der die Plattform um Funktionen zur Community-Bildung (Pinnwand, Nachrichten-Zentrale, automatische Benachrichtigungen) ergänzt wurde.

## Verknüpfung mit anderen Medien
Ziel der Plattform war es, die gesammelten Erklärungen durch möglichst viele Verknüpfungen zu anderen Diensten und Medien der Öffentlichkeit zur Verfügung zu stellen. Durch Mashups wurden externe Dienste durch Kurzerklärungen angereichert.

### Auf Webseiten
Zur Plattform gehörte das Plugin Twick.it Tool Tip: Auf Websites, in denen der entsprechende JavaScript-Code des Tooltips eingebaut war, war die Kurzdefinitionen von Twick.it direkt abrufbar. Der Besucher der Website musste sich dafür nicht per Hyperlink auf Twick.it weiterleiten lassen. Stattdessen erschienen die Texte der verknüpften Twicks auf der jeweiligen Seite selbst als Mouseover – zu lesen war dort immer der Artikel, den die Twick.it-Community pro Begriff zum relevantesten gewählt hat. Für die Blog-Software WordPress existierte ein entsprechendes Plugin.

### Auf Mobilgeräten
Die gesammelten Erklärungen ließen sich mittels Browsern für Erweiterte Realität, wie Layar, junaio und Wikitude, auch auf Smartphones darstellen. So wurden standortabhängige Erklärungen auf dem Bildschirm des Mobiltelefons angezeigt. Im August 2010 wurde Twick.it als beste „Augmented Reality World“ im Bereich „Social“ beim Wikitude Worldcup ausgezeichnet.
Außerdem standen zum Nachschlagen von Erklärungen die Apps Twickdroid (Android), Twick.it Mobile (iPhone), Twick.it-2-go (iPhone) und Twick.it-2-goHD (iPad) zur Verfügung.

### Im Audioformat
Seit dem 1. Februar 2011 standen gelesene Twicks als Podcast zur Verfügung. Damit wurde freies Wissen auch Menschen mit Sehbehinderungen oder Leseschwäche nähergebracht. Das Projekt wurde im Rahmen des WissensWert-Wettbewerbs des Vereins Wikimedia Deutschland – Gesellschaft zur Förderung Freien Wissens e. V. gefördert.

## Quickipedia
Anfang 2015 übernahm ein kommerzieller Anbieter die unter Creative Commons stehenden Kurzerklärungen und führt ein ähnliches Projekt als Quickipedia weiter.